# カールマーン (ハンガリー王)
カールマーン （ハンガリー語: Kálmán, 1070年頃 - 1116年2月3日）は、ハンガリー王（在位：1095年 - 1116年）、およびクロアチア王（在位：1097/1102年 - 1116年）。文人王と呼ばれる。

## 概略
王として即位後のカールマーンは、実弟でスラヴォニア公のアールモシュ（Álmos）と戦わなければならなかった。カールマーンは生まれつきの身体障害をもっていたとされ、障害のある者は王位にふさわしくないとする風潮の強い当時のハンガリーで、アールモシュは絶えず兄の王位継承の正当性に疑念を表したのだった。最終的に、カールマーンはアールモシュとその幼い息子の目を潰させ、後世の年代記で触れられているが彼の悪事を非難する2人を宮廷で生き長らえさせた。
またカールマーンは当代有数の教育を受けた人物であり、ポーランド人年代記作者ガルス・アノニムスは王を「同時代のどの王よりも学問に通じた人物」と賞した。

## 生涯

### 誕生から即位まで
ゲーザ1世の長男として生まれた。父ゲーザが1077年4月に崩御した後、「王の息子より年上である王家の年長者が後継となる」というハンガリーの伝統にのっとって、ゲーザの弟ラースロー1世が即位した。カールマーンと弟アールモシュは叔父の宮廷で育てられた。
王女ピロシュカ（のち東ローマ皇帝ヨハネス2世コムネノスの皇后となる）しかいなかったラースロー1世は、自分の後継者にアールモシュを望んだ。
そして、カールマーンを司教にしようとした。カールマーンは聖職者の伝統に従い教育され、その結果として文人と呼ばれるようになったのである。
年代記に従うと、ラースロー1世はカールマーンをエゲルかナジヴァーラドの司教に任命した。しかし、カールマーンは神に奉仕する生活を望んでいなかった。1095年、ラースロー1世が公式にアールモシュを自身の後継者に決めると、カールマーンはポーランドへ逃亡した。カールマーンがポーランド貴族の支援を受けてポーランド軍を率いて帰国すると、7月29日にラースロー1世が崩御した。そのすぐ後、カールマーンはアールモシュが兄の統治を承認するという同意をとりつけた（しかし、兄からハンガリー王国の1/3に相当する領土をもらっていた）。
カールマーンは1096年初めに即位した。

### 十字軍
戴冠からすぐ後に、カールマーンはハンガリー国内を通過する十字軍が引き起こす問題に直面した。1096年5月、騎士ゴーティエ・サンサヴォワール率いる軍は平和的に通過したにもかかわらず、隠者ピエールの率いる次の集団はゼムンの要塞を占拠し、カールマーンの軍が彼らに接近するとようやく退却した。
その後、修道士ゴットシャルクの集団が王国のドナウ川流域を破壊し、同時にフォルクマール（Folkmar）という騎士の軍勢がニトラ地方の領土を略奪した。カールマーンはどちらの軍勢も追い出すよう命じ、続いてやってきたエミッヒ・フォン・ライニンゲンとギヨーム・ド・ムラン率いる新たな軍勢の入国を却下した。しかし、彼らはカールマーンによって守られていたモションの要塞を包囲した。カールマーンはかろうじて敵を打ち破り、6週間の防御の後に十字軍に勝利した。
1096年9月20日、カールマーンは次の軍勢の首領であるゴドフロワ・ド・ブイヨンと協定を交わした。協定のもとで、カールマーンは人質を取り、その過程を警護するため自軍を召集した。十字軍の軍勢は平和的に王国を通過していった。

### クロアチア再征服
カールマーンはハンガリーの対外政策を変更した。それまでのハンガリー王は、クロアチアとの戦争に際しローマ教皇の代わりに神聖ローマ帝国の支援を要請してきたが、カールマーンは聖座との良好な関係を保とうと望んだのである。1097年春、彼はローマ教皇の同盟者であるシチリア王ルッジェーロ1世の王女フェリチアと結婚した。 
そのすぐ後、彼は軍を率いてクロアチア王を宣言していたペータル・スヴァツィチ（Petar Svačić）と対戦し、グヴォズド山の東すそで決定的な勝利を納め、クロアチア王国を占領した。
カールマーンがクロアチア国内へ遠征している間、かつてラースロー1世の時代にクロアチアを治めていたことのあるアールモシュ公は、兄に対してハンガリーで反乱を起こした。そのためにカールマーンはダルマチア地方の町を占領することができなかった。しかし、貴族たちが内戦を避けることを望み、カールマーンとアールモシュにかつての取り決めを守るよう説得した。アールモシュは兄の支配を受け入れることで自身の公国を保持した。

### 近隣諸国との戦争
1099年初頭、カールマーンは従弟にあたるボヘミア公スヴァトプルク及び、ボヘミア公ブラチスラフ2世に対抗するモラヴィア公オットー2世（Otto II）と同盟したが、和平をはかるためウヘルスキー・ブロドでブラチスラフ2世と面会した。
1099年の半ば、カールマーンはヴァシリコ・ロスティスラヴィチに対し兵を送り、プシェムィシルの要塞を包囲した。しかし、彼はヴァシリコの同盟者クマン人によって打ち負かされた。

### 立法者・カールマーン
カールマーンの宮廷は、学問と文学の中心となっていた。ハルトヴィク司教の書いた『聖イシュトヴァーン1世伝』はハンガリーの年代記で、残余する聖ゲルレールトの伝説の短いもので、カールマーンの治世の間からの全ての系統の法律を幾つか収めている。
タルカル（現在はボルショド・アバウーイ・ゼンプレーン県の村）での会議では、王国の高位聖職者たちと男爵たちが前の王たちの法律を修正し、カールマーンは新たな法令を発効した。新しい法令はラースロー1世の法律の厳格さを減らしたが、それらの法はユダヤ人とイスラーム教徒に対しての条項を含んでいた（böszörményといった）。

### クロアチア王国の拡大
1102年春、カールマーンはクロアチアへ向かい、大クロアチアの貴族らの代表者たちとパクタ・コンヴェンタ（Pacta conventa）に合意した。これは彼と彼の子孫がクロアチアをハンガリーと別の王国として統治すること、そしてカールマーンとその後継者は特別な特権とクロアチア王国のしきたりとを理解することを約束したのだった。この同意に伴い、カールマーンはビオグラード・ナ・モルでクロアチア王として戴冠した。 
1105年、カールマーンは軍を率いてダルマチアへ遠征し、ヴェネツィア共和国が領有していた町と島々を占領した。

### 実弟との内戦
カールマーンは1105年に王子イシュトヴァーン（のちのイシュトヴァーン2世）を即位・戴冠させ、そのために神聖ローマ皇帝ハインリヒ4世の宮廷に行っていたアールモシュ公が反乱を起こした。しかし皇帝は自身の息子ハインリヒ（のちのハインリヒ5世）と反乱側とを交戦させた。アールモシュは帰国せざるをえなくなり、兄の統治を受け入れた。
しかしアールモシュは自分の王位請求を断念しなかった。彼はポーランドへ逃れると、ポーランド公ボレスワフ3世と、兄に対して兵を挙げることで同意した。しかしカールマーンはボレスワフに全権公使を送り、神聖ローマ皇帝に対し同盟を結ぶよう説得した。そのためにアールモシュは帰国を強いられ、王の許しを請わねばならなかった。 
1107年、カールマーンとボレスワフ3世は、ボヘミア公ボジヴォイ2世に対抗してボヘミア公スヴァトプルクに援助を与えた。翌1108年、ボレスワフ3世はカールマーンの支援を受け実兄Zbigniewの反乱に打ち勝った。同年、アールモシュの聖地への巡礼につけこんで、実弟の公国を占領した。 
1108年、カールマーンはダルマチアを訪問し、トラウ（現トロギル）、ザーラ（現ザダル）、シュパラト（現スプリト）の市特権を認証した。
聖地からアールモシュが帰国すると、彼の領土が王領に併合されたことを悟り、彼は再び神聖ローマ皇帝の宮廷へ逃亡した。彼の要請により、ハインリヒ5世はポジョニ（現ブラチスラヴァ）を包囲した。カールマーンは、ボヘミアを攻撃していたボレスワフ3世の支援を求めた。11月、皇帝はカールマーンと和平を結び、アールモシュをハンガリー宮廷へ戻させた。ところが、アールモシュの公国は復活しなかった。すぐ後にカールマーンはニトラ司教領を設立したのである。

### 晩年
1112年、カールマーンは2度目の王妃として、キエフ大公ウラジーミル2世モノマフの娘エウフィミヤを迎えた。しかし、結婚後わずか数か月で彼女は不貞を働き、ただちに離縁されて父親の元に送り返された。エウフィミヤはキーウで1112年にボリスという名の息子を生むが、カールマーンは実子と認知することを拒んだ。
1115年、カールマーンは次第に病が重くなり、自分の子孫に王位を継承させるため、アールモシュとその子ベーラ（のちのベーラ2世）の2人を盲目にするよう命じた。巡礼のためセーケシュフェヘールヴァールとソモジヴァールを訪れ、ボレスワフ3世と面会した。巡礼をしたのは、実弟を盲目にした懺悔のためだった。
1115年8月、ヴェネツィアがダルマチアに対し猛攻撃をしかけ、ダルマチアの町と島々を征服し始めた。しかしカールマーンは侵略行為に対する返答をすることができなかった。カールマーンは1116年2月3日に崩御し、セーケシュフェヘールヴァールの聖イシュトヴァーンの墓の隣に埋葬された。

## 家族
1097年頃、シチリア王ルッジェーロ1世と2度目の王妃エレンブルガの王女フェリチア（1078年 - 1102年）と結婚
- ソーフィア（1101年以前 - ?）　-　ハンガリー貴族と結婚
- イシュトヴァーン2世（1101年 - 1131年）　-　ハンガリー王
- ラースロー（生没年不詳）　-　イシュトヴァーンの双子の兄弟

1112年頃、キエフ大公ウラジーミル2世モノマフの娘エウフィミヤと結婚。しかし結婚後数ヶ月で不義を働いたとしてカールマーンから離縁され、キエフへ送り返された。
- ボリス（1113年 - 1154年）

## 参照
1. ↑  Gallus Anonymus: Cronicæ et gesta ducum sive principum Polonorum, Book II, Chapter 29.
2. ↑  According to the chronicles, Kálmán may have had a physical deformity, which would have made him unfit to be king per medieval beliefs about such things, although this deformity may be a later falsification of this appearance as in the case of England's Richard III, as the chronicles reflected the image of Coloman created by his successors, who were in fact descendants of his brother Álmos blinded by him.
3. ↑  The exact circumstances of how Kálmán acquired the throne after László's death are unknown; among other difficulties, he may have had to get papal dispensation, because ordained clergy could not become king. The sources are unclear on whether Kálmán was actually ordained. His later laws show that he had no problem with married clergy, so his eventual marriages are no evidence in this matter.
4. ↑  De strigis vero quae non sunt, nulla amplius quaestio fiat.